# Skeleton-Anschubweltmeisterschaft 2005
Die Skeleton-Anschubweltmeisterschaft 2005 am 18. September wurde im mexikanischen Guadalajara durchgeführt. Am Start waren bei den Männern abgesehen von zwei Startern aus der erweiterten Weltspitze ausschließlich mexikanische Starter, bei den Frauen ging einzig die Deutsche Anja Huber an den Start.

## Männer
| Platz | Sportler           |
| ----- | ------------------ |
| 1     | Robert Murray      |
| 2     | Carlos Aranda      |
| 3     | Florian Grassl     |
| 4     | Rodrigo Rodriguez  |
| 5     | Juan Jose Carlos   |
| 6     | Arturo Sosa        |
| 7     | Pablo Romero-Reyes |
| 8     | Hector Gomez       |
| 9     | Luis Carrasco      |
| 10    | Eddy Tames         |

Datum: 18. September 2005. Am Start waren zehn Teilnehmer.

## Frauen
| Platz | Sportler   |
| ----- | ---------- |
| 1     | Anja Huber |

Datum: 18. September 2005. Am Start war eine Teilnehmerin.